# Sunga

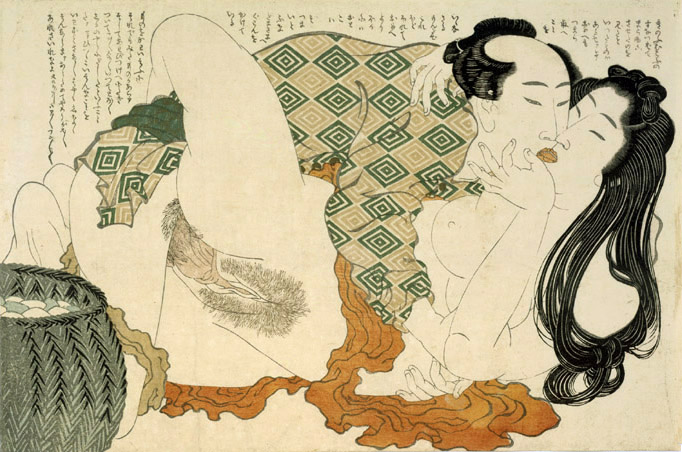
Emésztő szerelem, Kacusika Hokuszai

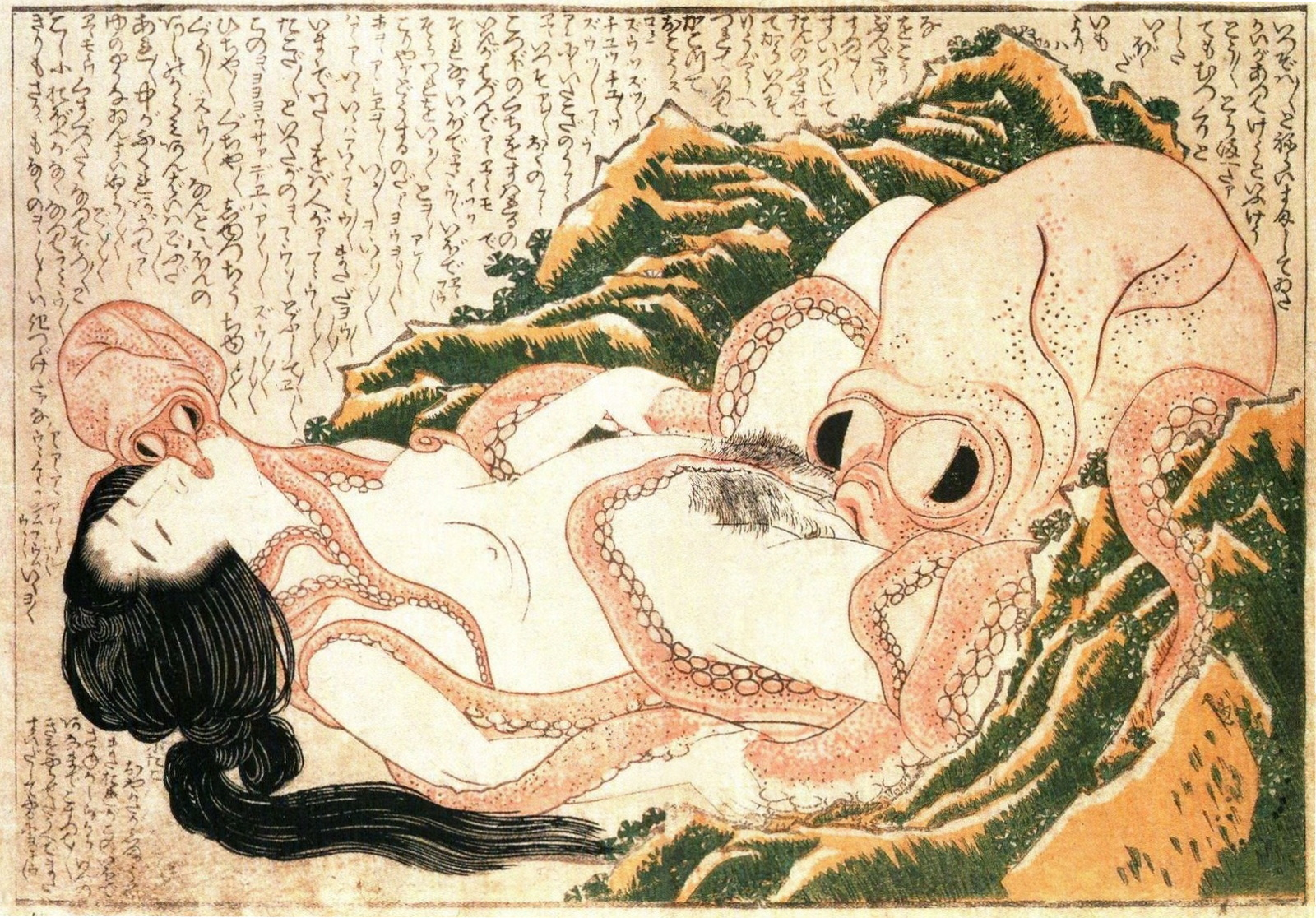
Kacusika Hokuszai: A halász feleségének álma (1814)

A sunga (shunga 春画)  a japán ukijo-e műfajhoz kötődött, annak egyik változatát alkotva,  amely erotikus és szexuális témákat dolgoz fel. Aranykora az  Edo-korra esett (1603–1867). Általában fadúcos nyomtatvány formájában találkozunk vele. Szó szerinti fordításban a japán ’shunga’ szó tavaszi képet jelent. A tavasz a szexualitás és szerelem szimbóluma a japán művészetben.
Noha a sunga szó szerinti jelentése is lényeges, valójában ez csak a sunkjú-higi-ga (shunkyū-higi-ga 春宮秘戯画) összevont változata, ami a japán olvasata a kínai 12 tekercs együttesnek, ami azt a 12 szexuális pózt ábrázolja, amit a koronahercegnek el kellett végeznie a jin-jang egyensúlya érdekében.
A sungák közkedveltek voltak és hatalmas mennyiségben készültek. Az Edo-kor minden társadalmi csoportja élvezte, annak ellenére, hogy a sógunátus betiltotta.
A nyílt erotikus művészet nagy százalékát teszik ki. Egyes kutatók szerint az összes valaha készült fanyomat-mennyiség mintegy egyharmada sunga lehetett. A sungákat úgy készítették, hogy kihangsúlyozzák a szeretkezés intimitását és kölcsönösségét.
Néhány kivételtől eltekintve csaknem japán minden ukijo-e művésze készített sungát, többek között: Utamaro, Hokuszai és Hirosige is.

## Jellemzői

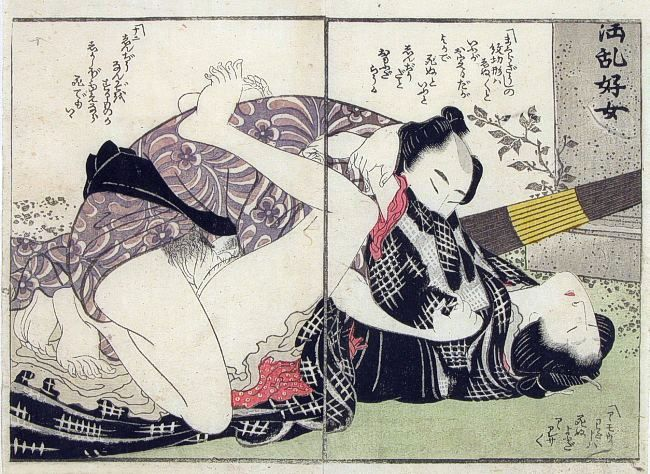
Egy férfi és egy nő szeretkezik, Yanagawa Shigenobu

A sunga képekre jellemző, hogy mind az arckifejezést, mind az aprólékosan kidolgozott nemi szervet is ábrázolja. Arányaiban a nemi szervek a természetesnél jóval nagyobbak. A képeken minden elképzelhető lehetséges erotikus helyzet megtalálható, a humorostól a romantikusig, a hagyományos szextől a furcsa és szokatlanig. A sunga gyakran beszédes: párbeszéd töredékek a szerelmesek között, a képen belül. Gyakran ostobák és viccesek, ezek a párbeszédek közvetlenek és lényegre törőek.
Általában a nyomatokat egy könyvbe kötötték és 12 képet tartalmaztak. Ezeket gyakran adták újévkor ajándékba. 3 könyv alkotott egy teljes sorozatot. A könyvek többnyire kis alakúak voltak, így könnyen hordozhatók, kölcsönözhetők és elrejthetők az idegen szemek elől. Ezen kívül készültek egylapos nyomatok is, esetenként nagyobb méretben, valamint ritka esetben 12 képes tekercsképek, amikor a 12 különálló nyomatsorozat tagjait ragasztották fel textilre vagy papírra. Ritkán ugyan de találkozhatunk kézzel festett erotikus tekercsképekkel, amik megelőzik az ukijo-ék megjelenését.
A sungák egy vicces jellemzője, hogy megpróbálják a különböző szexpózokat a sumo birkózás klasszikus 48- fogásához hasonlítani.

## Történelme

### Kezdete
A késő középkori Kínai behatás két hullámban érkezett: eleinte szexuális kézikönyvek voltak, az aktusok módjáról, melyeknek gyakorlása elengedhetetlen a hosszú élet érdekében; később erotikus színes nyomatokként kerültek be, a késői Ming periódusból. A kínai példa felélénkítette a japánok kreativitását. Az elbeszélések helyett egyéni szex jeleneteket kezdtek ábrázolni.

#### A Tang-kori beáramlás
Mind Kínában, mind pedig Japánban, találkozhatunk olyan antik szövegemlékekkel, amelyek igazolják különböző Kínai orvoslási kézikönyvek, különböző szexuális útmutatóként való használatát. Zhou Fanget, egy jelentős Tang-korabeli kínai festőt, is befolyásoló tényezőnek tekintenek a sungák kialakulásában. Ő is, mint sok korabeli festő, hajlamos volt a genitáliákat a normálisnál nagyobbra rajzolni, ahogy az a sungáknál is megfigyelhető.

#### A Ming-kori illusztrált könyvek
Számos egyedi késő Ming-kori kínai illusztrált könyvet fedeztek fel Japánban. Ez egy 9 kötetből álló sorozat, melyek mindegyike kiváló minőségű erotikus illusztrációkat tartalmaz. Egy kivételével mindegyik színes fametszetekből áll. A tartalmukból és a nyomtatási eljárásból világosan látható, hogy kapcsolódnak a Japán ukijo-e kialakulásához és fejlődéséhez. Ezek a könyvek a 17. században kerültek Japánba és valószínűleg befolyásolták az ukijo-e nyomtatást.

#### Japánban
Japánban a sunga készítése egészen a Heian-korig (794–1185) vezethető vissza. A korai korszakban az udvar körében volt ismert, a császári udvar lakóinak vagy kolostorok szerzeteseinek híressé vált erotikus történeteit, botrányait dolgozta fel tekercsképként.
Érdekes módon, az ukijo-e készítése erotikaként, legalábbis szex kézikönyvként indult. A japán szakértők Kínából gyűjtöttek ismereteket ezek készítéséhez, mivel ők már vagy két generáció óta készítettek ilyesfajta nyomtatott erotikát, habár kevésbé durva és erős formában.

### Fénykora
A japán sungák a fadúcos nyomtatás technika megjelenésével és fejlődésével az Edo-korszakban (1603–1868) a csúcspontjukra jutottak. A művészileg leglenyűgözőbb sunga sorozatok az 1760-as és 1800-as évek között készültek..
A sunga nyomatokat időnként szigorú cenzúra alá vették. Időszakonként az ezeket tervező művészeket és előállításukat irányító és forgalmazó kiadókat megbüntették. A sunga hosszú ideig tiltott művészet volt. A Tokugava-sógunátus csaknem teljes fennállása alatt (1603–1868) a hivatalos álláspont az volt, hogy a sunga káros a közerkölcsre.
Több ezer aprólékosan kidolgozott képes naptár (e-goyomi) és úgynevezett „trükk kép” (shikake-e) készült, melyeknek bizonyos része mozgatható volt. Az alkotók nem szignálták sunga alkotásaikat a büntetés elkerülése érdekében. 1850-re azonban olyan művészek is megjelentek, akik kifejezetten sungákra specializálódtak, mint Koikawa Shozan, aki állítólag nem kevesebb, mint 130 sungát készített élete során.
Az első tiltás 1661-ben adta ki a Tokugava sógunátus. A következő szigorítást a kjohó rendelet jelentette 1722-ben, miszerint minden új könyv megjelenése a sógunátus városi biztosainak előzetes engedélyéhez volt kötve. A sunga illegális művészetté vált. A korlátozások azonban nem vetettek véget a sunga népszerűségének, sőt készítése és eladása felvirágzott.
A 18. századtól egy új irányvonal jelenik meg, az emberi viselkedés szélsőségesebb, sötétebb oldalát és a természetfelettit kutatva. Ez a trend a sungákra is kiterjedt, s habár eddig a pontig teljes mértékben hiányoztak, most a 18. század végétől olyan témákat kezdenek el ábrázolni, mint az erőszak, gyilkosság, csonkítás és a nekrofília.

### Hanyatlása
A sunga és az ukijo-e stílus hanyatlását kulturális és művészeti téren jelentkező radikális változások okozták. Ezt pedig a Meidzsi-kori (1868–1912), nyugati irányú nyitás eredményezte. A nyugatról hívott művészettanárok és a külföldről hazatérő ifjú japánok új technikákat és stílusokat honosítottak meg. A régi hagyományos festészeti irányzatok, mint a tusfestés szinte teljesen eltűntek. Az új társadalmi körülmények között a régi fametszet művészet úgy látszik nem felelhetett meg a kor követelményeinek. A sungák túl obszcénnek minősültek a nyugati ízlés számára ahhoz, hogy a múzeumokban kiállításra kerüljenek. Végső bukását a fotó-technika elterjedése okozta (19.század második fele), hiszen az erotikus fotográfiával a sunga már nem tudott versenyre kelni.

### Napjainkban
A modern Japánban a művészi erotika megjelentetése kiadványokban, csak akkor volt lehetséges, ha a fanszőrzet nem látszott. Még az 1990-es években nyomtatott – sunga művészetet értékelő- könyvekben és az eredeti képek reprodukcióit bemutató kiadványokban is „letakarták” a nemi szerveket. A kormány csak 1995-ben enyhített a szigorú korlátozó törvényeken. Az elmúlt 15 évben változott, a sungák megítélésében a hivatalos Japán álláspont, de mindezek ellenére a köznapi életben sokszor még mindig tabunak számít.

## Tartalma

Fürdőház jelenet, Torii Kiyonaga.

### Szereplők
A nyomatok gyakori szereplői lehetnek férjek, feleségek, kurtizánok, szeretők, gyerekes és szoptató anyák, szamurájok, öreg férj, a látványban osztozkodó öreg szerető, a betolakodó, az udvari emberek, a szexet szemlélő macskák és kutyák, stb.

### Helyszínek

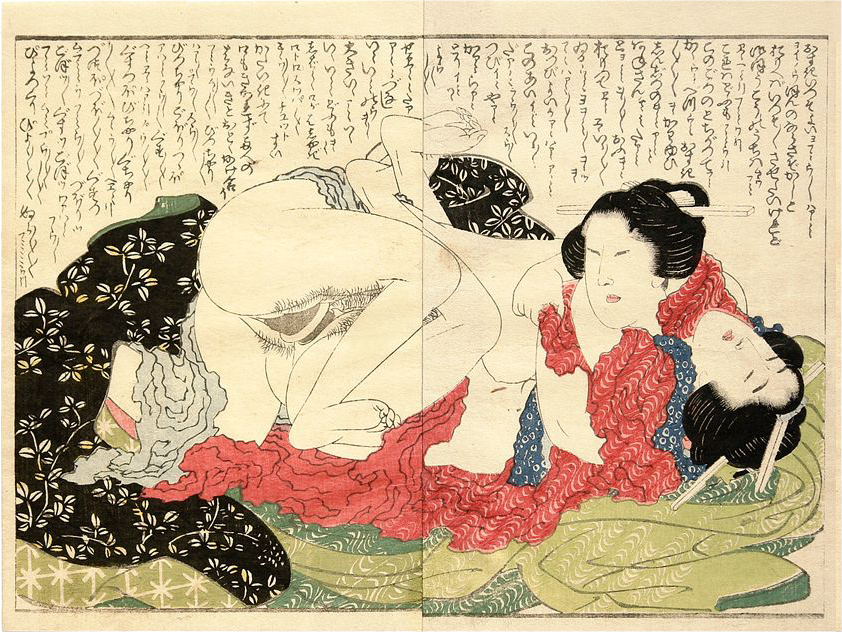
Leszbikusok, Kacusika Hokuszai

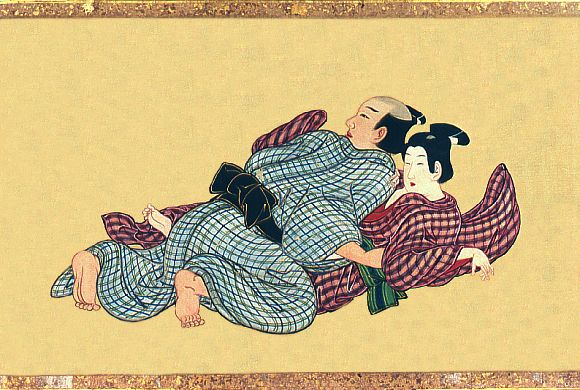
Sunga tekercskép, meleg szeretők

A sunga képek gyakori helyszínei a szórakoztató negyedek (kuruva) pl. Josivara és az ott átélhető erotikus kalandok. De egyéb beltéri (szoba, fürdőház) és kültéri jelenetek (japánkert, csónak, kerti teaház, utazáson) is előfordulhatnak.

### Témák
Leggyakoribb téma a hagyományos heteroszexuális szex házaspárok, szerelmesek, kurtizánok és vendégeik között, párban hármasban vagy csoportosan. Gyakori a képeken a kukkolás. A szerelmi háromszög is gyakori téma, ritkán homoszexuális jelenetek is láthatók. Előfordulnak erotikus fantázia jelenetek, ahol férfi és női szellemekkel, démonokkal és isteni vagy mesebeli lényekkel szeretkeznek. Találkozhatunk orális szexszel, nemi önkielégítéssel, szexuális segédeszközök használatával, szexuális kötözéssel, útonállók, haramiák, vagy mitikus lények által elkövetett nemi erőszakkal (Utamaro: Párnadal). Nagyon ritkán állatokkal való közösülés is megjelenik (Hokuszai: A halász feleségének álma). Ezen felül érdekes terület volt még a nyugatiakkal folytatott szex megjelenítése.

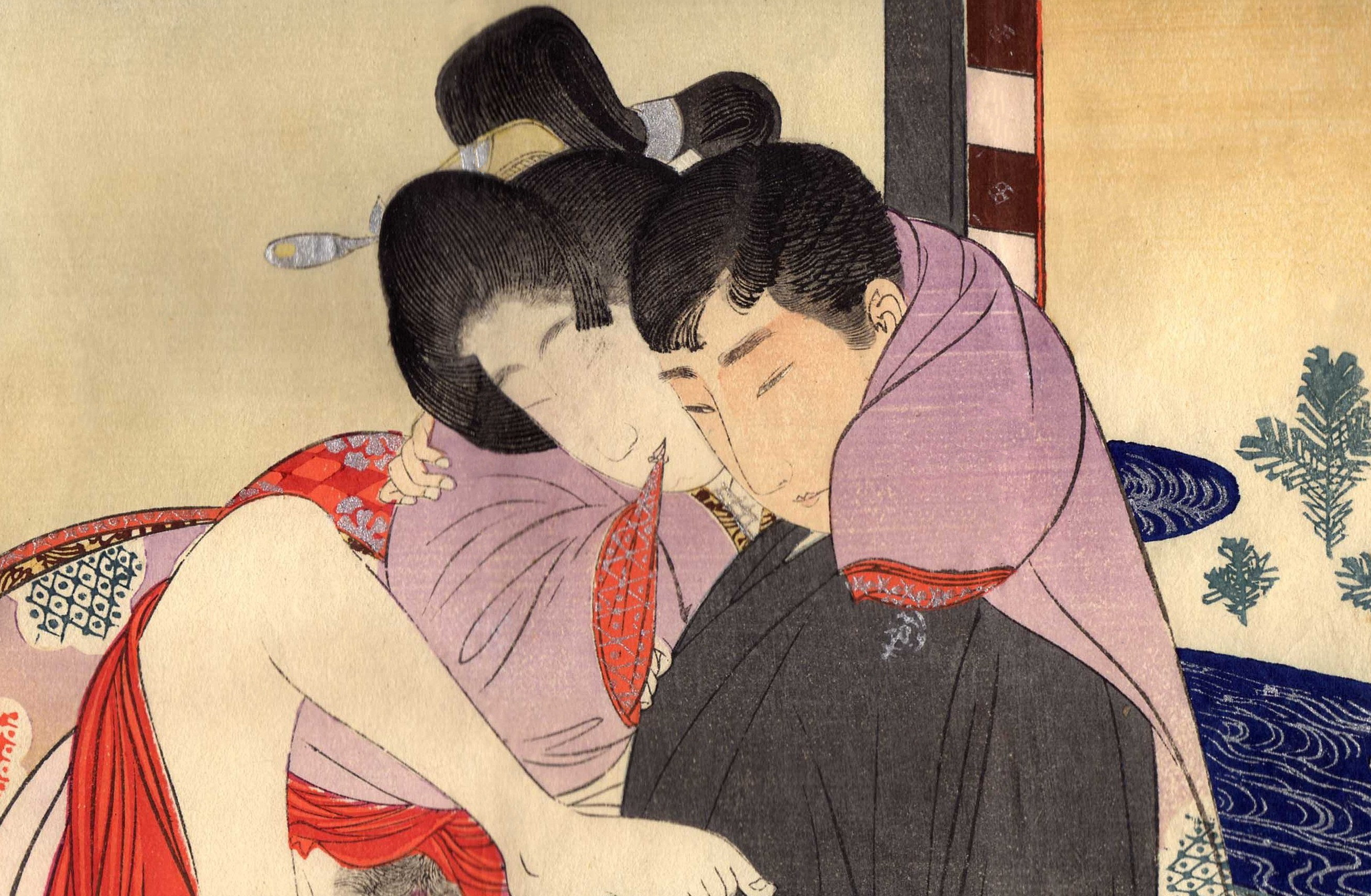
Európai ember ábrázolás sungában

## Használata
Ha meg akarnánk becsülni azon emberek számát, akik sungákat olvastak, nem állhatnánk meg azoknál akik ilyen könyveket vettek, ugyanis az Edo-korban gyakori volt a könyvek kölcsönzése, akár barátoktól, akár könyvkölcsönző hálózatokból. Ilyen kölcsönzőkből Edo-ban 656, Oszakában pedig 300 működött.
Számos olyan Edo-kori forrás létezik, amely arra utal, hogy a sungákat a nők és a férfiak egyaránt élvezték. Ezekből a forrásokból az is kiderül, hogy a gazdag menyasszonyok körében a sungák a kelengye részét képezték. Szerencsét hozó talizmánokként kezelték őket, melyek elősegítik a házastársak intimitását, a termékenységet és összességében a ház sikerét. Ugyanezekből a forrásokból az is kiderül, hogy a sunga könyvek szexuális tankönyvként is szolgálhattak a fiatal, tapasztalatlan feleségek, párok, lányok és fiúk számára.
Magas rangú szamuráj családokban szokás volt nászajándékként adni, valamint az új páncél készítésekor szokás volt ezekbe a páncélokba egy-egy sungát helyezni. Ebben az esetben is talizmánként szolgáltak, amik erősítették és védték a katonákat a csatamezőn.
A sungák védelmező erejét azonban nem csak a szamurájok használták, hanem a kereskedők is, akik a raktáraikba helyezett sungákkal próbálták megóvni az épületet a tűztől.

## Sunga nyugati szemmel
A nyugati ember számára a sunga ábrázolása az eltúlzott méretű nemi szervekkel szokatlan és talán ijesztő is. Ezt Francis Hall feljegyzései alapján is láthatjuk, aki 1859-es Japánban tett látogatása alkalmával megdöbbenten tapasztalta a japánok szexuális nyíltságát. Egy házlátogatás közben ugyanis, minden habozás nélkül a házaspár szépen becsomagolt sungákat vett elő a fiókból. Ők kicsit sem érezték a képeket merésznek. Sokkal inkább úgy tekintettek rájuk, mint valami igazán értékes, nagy becsben tartott dologra, amit gondosan meg kell őrizni. Hall azonban úgy gondolt ezekre, mint: “...bizonyítéka ezen emberek züllött ízlésének”.
De a japánok hozzászoktak az ilyen látványhoz, hiszen sokszor találkoznak nagyméretű szexuális szimbólumokkal pl. termékenység fesztiválokon, sintoista templomokban, ahol több méretes falloszok stb. is előfordulnak. Akkoriban a szex egy nagyon is természetes tevékenységnek számított, aminek űzése inkább volt dicséretes, mintsem elítélendő. Éppen ezért a korai erotikus műveket nyílt és részletes, ugyanakkor művészi szexuális útmutatókként kell megközelítenünk.

## Fordítás
- Ez a szócikk részben vagy egészben  a   Shunga című angol Wikipédia-szócikk ezen változatának fordításán alapul.  Az eredeti cikk szerkesztőit annak laptörténete sorolja fel. Ez a jelzés csupán a megfogalmazás eredetét és a szerzői jogokat jelzi, nem szolgál a cikkben szereplő információk forrásmegjelöléseként.